# SSE2
Az SSE2 az Intel SSE kiegészítő utasításkészletének továbbfejlesztett változata, amely végső soron az MMX bővítés teljes leváltását célozta. Elsőként 2001-ben jelent meg a Pentium 4 processzor első verziójában. A 70 utasítást tartalmazó SSE-hez képest 144 új SIMD utasítás található benne, újabb adattípusokat (duplapontos lebegőpontos) is bevon a vektoros feldolgozásba. Az AMD is beépítette processzoraiba (ennek további 8 regiszterrel kibővített változatát), az AMD64 64 bites Opteron és Athlon 64 CPU-kkal kezdve, 2003-ban.
Az optimalizált kodek kitűnően hasznosítja a Pentium 4 processzor ágazatvezető teljesítményjellemzőit, köztük a gyors memória-alrendszerben és az SSE2 utasításkészletben rejlő előnyöket. A valamennyi Pentium 4 és NetBurst architektúrára épülő Celeron processzorban megtalálható SSE2-utasítások javítják a multimédiás és internetes alkalmazások, valamint a játékszoftverek futtatásának képességét.